# کوه داروین (آند)
کوه داروین (به اسپانیایی: Monte Darwin) یک کوه در شیلی است که در منطقه ماژلان و جنوبگان شیلی واقع شده‌است. کوه داروین ۲٬۴۳۸ متر بالاتر از سطح دریا واقع شده‌است.